# Idioma pemón
El idioma pemón (también llamado arecuna) pertenece a la familia de idiomas caribes. Es hablado ante todo por la etnia pemona, de aproximadamente 30 000 personas, en la región amazónica de Venezuela particularmente en el parque nacional Canaima, Estado Bolívar, y en el estado de Roraima, Brasil. Algunas de sus palabras se han incorporado a la forma de hablar de los habitantes de esa área del país.

## Clasificación

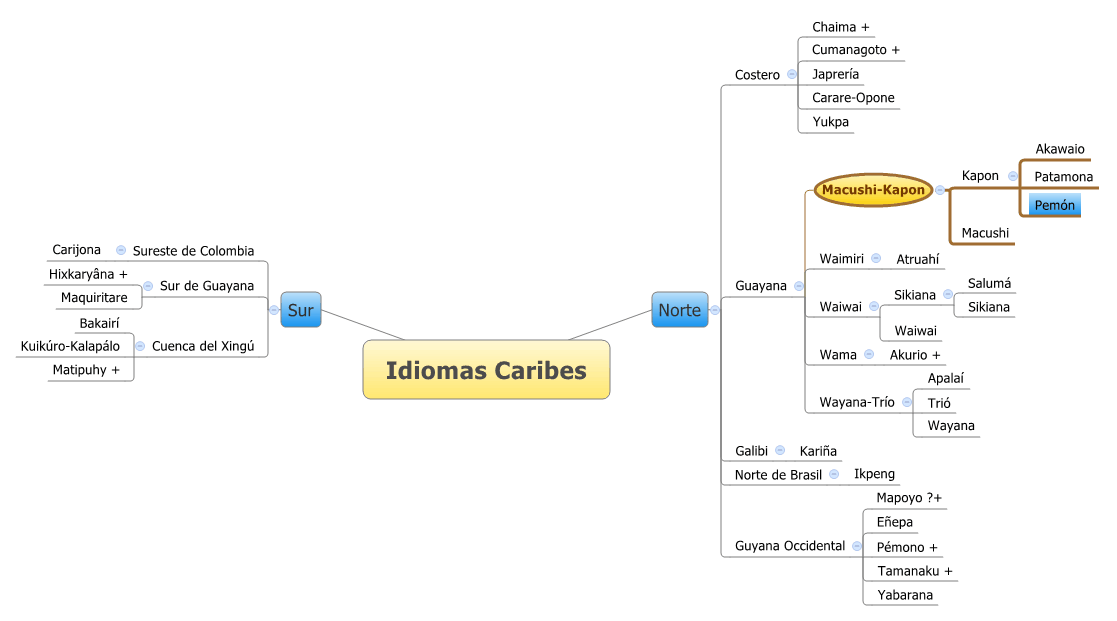
Idioma pemón entre los idiomas caribes.

El pemón es parte de la familia caribe, de la rama guayanesa, sub-rama Kapón. Está emparentado cercanamente con el akawaio, el macushi y el patamona y en menor grado con idiomas tales como el yekuana.

## Distribución
El pemón es el idioma Caribe con más hablantes. Se habla en los municipios Sifontes y Gran Sabana del estado Bolívar de Venezuela, en Guyana y en Roraima, Brasil. El macushí o macuxi, hablado en Brasil, es a veces considerado como un dialecto del pemón. La Gran Sabana es el sitio con el mayor número de hablantes de la lengua pemona.

### Dialectos
Hay tres dialectos pemones mutuamente intelegibles:
- arekuna: dialecto de la zona norte y centro, hablado por un 45% de la población.
- kamarakoto: dialecto de Kamarata y Urimán, en la zona noroccidental, en el Bajo Caroní y Bajo Paragua.[1]
- taurepán: dialecto del sur (de la Gran Sabana)

Estos dialectos se diferencian a nivel fonético, gramatical y lexical.

## Historia
El Taurepan tiene un origen común con una serie de idiomas conocidos como lenguas caribes. Dichos idiomas se habrían derivado de un idioma proto-caribe hipotético cuya existencia se estima remontarse a 3700 años atrás. Esta familia es una de las mayores en América y habría tenido su extensión máxima en el momento del contacto con los europeos.
El idioma aun conserva un gran parecido con otros idiomas caribes hablados actualmente en Venezuela y con otros que se extinguieran en los siglos pasados como el tamanaco o el chaima. En siglos anteriores los misioneros católicos realizaron estudios de idiomas caribes relacionados, como el tamanaco y el chaima. El taurepan ha sido ante todo un idioma sin tradición escrita. Solo en el siglo XX comenzó a cambiar esto.
El antropólogo y explorador Theodor Koch-Grünberg fue probablemente la primera persona en publicar estudios sobre este idioma.
Fray Cesáreo de Armellada desarrolló la primera gramática del taurepan a mediados del siglo XX (1943), así como un diccionario, que han recibido varias ediciones. De Armellada también publicó varios volúmenes de cuentos en taurepan y castellano.
La constitución de 1999 declaró al idioma taurepan como uno de los idiomas oficiales del país, aunque esto no ha tenido muchas repercusiones. Los alumnos de primaria reciben algunas clases en taurepan, aunque la educación se desarrolla ante todo en castellano. Anualmente hay un concurso de lectura en cuatro idiomas en la ciudad de Santa Elena de Uairén y el taurepan es uno de estos idiomas.
No hay prensa escrita en taurepan. Hay radios locales en la Gran Sabana que tienen programas en este idioma. En Santa Elena de Uairén es común encontrar personas que hablen taurepan.

### Influencia en otros idiomas
El pemón ha dado algunas palabras al idioma castellano. Una de ellas es "tepuy" (tüpü). Una familia de coleópteros aléfagos ha recibido como nombre el término Meruidae, del pemón meru o "cascada".
Numerosos topónimos de la Guayana venezolana son de origen pemón. Entre otros, se cuentan: Roraima, Kamoirán, Uairén (Wairen), Kukenán, Icabarú, Caroní, Auyán Tepui, Kari'ña, Kavanayén, Canaima (Kanaima), aunque Caroni se piensa que es de origen arawak.

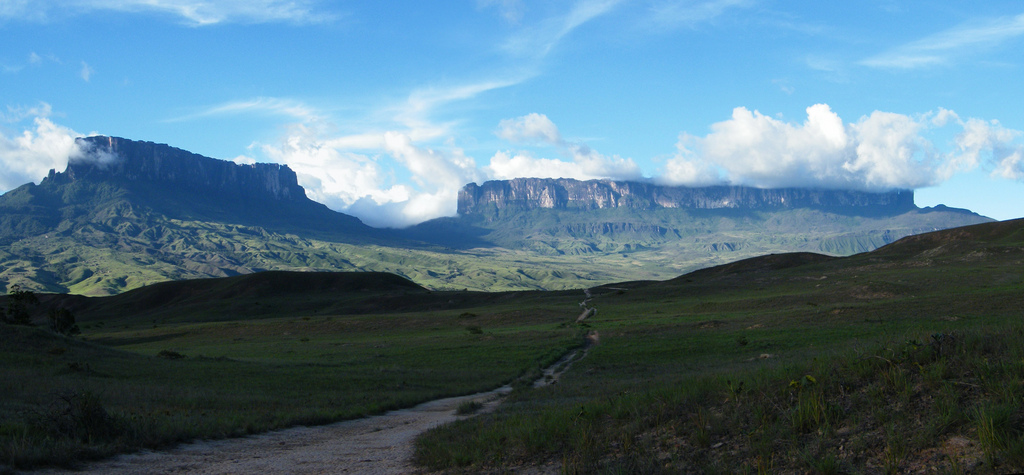
Tepuy, del pemón tüpü, es una palabra que ha pasado a designar en español y otros idiomas el tipo de montañas halladas en el Macizo Guayanés.

## Fonología

### Vocales
El pemón tiene los siguientes fonemas vocálicos:
a: /a/
e: /e/ o /ε:
i: /i/
ï: /i/
ü:
o: /o/ u /ø/
ö: /ø/ o /ə/
u: /u/
Aún hay textos que solo usan las letras castellanas, sin hacer diferencia de manera clara entre fonemas tales como /o/ u /ø/.

### Consonantes
Existen las siguientes consonantes:
b, ch, d, k, m, n, ñ, p, r, s, t, v, w, y

## Morfología y sintaxis
El pemón, a diferencia del castellano, no tiene artículos.
En vez de preposiciones, se usan por lo general postposiciones.

### Substantivos

#### Número
El número se indica muy pocas veces en pemón.
En general se usa el sufijo -damük para el plural de los seres vivos, mientras que se usa -ton para los objetos inanimados. La variante kamarakota no usa esta forma para humanos, sino -ton. 
| morok | morokdamük |
| pez   | peces      |

Se usan otros sufijos para expresar pluralidad: -kon, -non, -on, -san, -ton.
| dakon   | dakonnon |
| hermano | hermanos |

#### Género
El género en pemón no se indica con afixos. Para indicar el género de los animales se les añade la terminación -´pachi. 
perro: arinmaraka
perro: arinmaraka pachi
Solo ciertas palabras se distinguen para referirse a seres vivos masculinos o femeninos, que también son dependientes del género de quien se diga. Ej:
mumu: hijo, si se trata del hijo del varón
yenchi: hija, si se trata de la hija del varón
rume: para hijo o hija de la hembra.

#### Diminutivos y aumentativos
El sufijo principal para expresar un diminutivo es -rü'kö. Hay diversos sufixos que expresan el aumentativo: potorü (de padre), yun (padre), pai (cabeza), entre otros.
| kaikuse | kaikuserü'kö | kaikusepotorü |
| tigre   | tigrito      | tigrote       |

### Adjetivos
Los adjetivos pemones usualmente se anteponen al sustantivo, al contrario de lo que ocurre en español.
nosan yöi: palo largo.
Los adjetivos pueden nominalizarse dependiendo de su posición.
Pueden llevar una terminación de plural, aunque la misma no es tan frecuente como en español:
chuviyü: rojo, chuviyüton: rojos

#### Comparación
En pemón se puede comparar utilizando el adverbio yentai. Este se coloca usualmente al final de la oración, siguiendo la fórmula S + A + S + yentai (frase nominal + adjetivo + frase nominal + más)
| Waira | tekatunsen | mauray    | yentai |
| Danta | corredor   | cachicamo | más    |

La danta es más corredora que el cachicamo.

### Pronombres
La siguiente tabla representa los pronombres y afijos nominales.

### Verbos
Los verbos suelen ir al final de la oración o entre el objeto directo y el sujeto. Hay prefijos y sufijos para identificar la persona y el número. Los pronombres se anexan al verbo.

#### Presente
El presente transitivo regular tiene las siguientes formas:
El verbo ser/estar se puede expresar por medio de dos verbos diferentes. Uno es regular y el otro no:

#### Pretérito
El pretérito sintético tiene las siguientes formas:
El pretérito perfecto puede expresarse con la raíz seguida del sufijo -sak:
- e'neiika: enojarse

- e'neikasak da'tai: cuando me enojo

#### Futuro
El futuro no se indica con una forma verbal específica. Se pueden usar sufijos que expresan matices de futuro (intención).
- -kupü: tapui ataremo kupü (se va a caer la casa)
- -ina: chikö chimokaina (voy a sacar la nigua)
- -se: mörö enöse (vamos a comerlo)

#### Imperativo
El pemón puede indicar en sus formas imperativas si la acción ha de realizarse en otra parte o si el receptor debe ir al interlocutor para realizarla.

### Postposiciones
El pemón, como muchos idiomas americanos de diversas familias, usa postpociones en vez de preposiciones.
En la siguiente tabla se pueden ver algunos ejemplos de las mismas.

#### Adverbios
Muchos adverbios no se diferencian por su forma de adjetivos o substantivos.
Uno de los sufijos adverbializadores más comunes es -pe.
Ejemplos:
emadope: primeramente
yataretika: al terminar
Otros adverbios son demostrativos:
tare: aquí
seporo: por aquí

#### Numerales
El idioma pemón tiene un sistema de numeración que solo llega hasta la veintena.
Normalmente se usan los numerales castellanos para cantidades más allá de 5.
Los numerales en pemón son los siguientes:
| numeral | pemón                                                      | explicación                  |
| 1       | teukin, toikin                                             |                              |
| 2       | saküne, saknankon, sak, saare, asare                       | sak: pareja                  |
| 3       | eseura-woné, eseurau, essei-rau, eseurawe-nan, eseurá-woné |                              |
| 4       | nauru, sakrere, sakörö roné                                | doble de 2                   |
| 5       | mia toikin, teukin yenin                                   | mano, 5 dedos                |
| 6       | teukin pia tenna tamotai, mia teukin                       | 1 a otra mano                |
| 7       | sakne pia tenna temotai, mia saküne                        | 2 a una mano                 |
| 8       | eseurawene mia pona temotai                                | 3 a una mano                 |
| 9       | sakrere mia pona temotai                                   | 4 a una mano                 |
| 10      | mia tamenawere, yenna-to kaichare, yenna to-pe             | ambas manos, todos los dedos |

### Sintaxis
El idioma pemón es un idioma SOV alternado con OVS.
El pemón es una lengua ergativa.
Algunos ejemplos:
|  | José-da | Juan | erema |  | > José ve a Juan |

Las siguientes frases con equivalentes:
|  | Sabauke | a- | rona | -da |  | > Te lavo con jabón |

|  | a- | rona | -da | sabauke |  | > Te lavo con jabón |

Sabauke se forma con el substantivo sabau (jabón) y la postposición -ke (con o valor instrumental).

## Léxico
El pemón tiene un gran parecido léxico a otros idiomas caribes, en especial aquellos de Guayana y la costa occidental de Venezuela. Abajo aparecen algunas palabras de los extintos chaima y tamanaco, que fueron registradas por Alexander von Humboldt en su viaje a Venezuela, junto con el equivalente en pemón y en castellano.
El léxico pemón también ha recibido influencia de diversos idiomas autóctonos y europeos.

## Algunas expresiones
- Öik adeseik?: ¿Cómo te llamas?

- Waküperö medan?: ¿Cómo está Usted?

- Waküperö medatöu?: ¿Cómo están Ustedes?

## Literatura

### Gramáticas y diccionarios
- Álvarez, José (2008): Cláusulas relativas, nominalización y constituyentes en Pemón (Caribe) Revista de Ciencias Humanas y Sociales., N.º 57. Págs. 114-143. ISSN 1012-1587.

- Armellada, Cesáreo de (Fray) y Olza, Jesús,s.j. (1999): Gramática de la lengua pemón (morfosintaxis) Caracas. Publicaciones Ucab, Vicariato Apostólico del Caroní y Universidad Católica del Táchira. pp. 289.

- Armellada, Cesáreo de (Fray) y Gutiérrez Salazar, M. (Mons.) (2007): Diccionario pemón-castellano-castellano-pemón. Pp. 305. Cuarta edición. Hermanos Menores Capuchinos. UCAB. ISBN 978-980-244-512-7.

- Gutiérrez Salazar, Msr Mariano (2001): Gramática Didáctica de la Lengua Pemón. Caracas. ISBN 980-244-282-8.

- Koch-Grünberg, Theodor (2010): Vom Roraima zum Orinoco 5 Volume Set: Vom Roraima zum Orinoco: Ergebnisse einer Reise in Nordbrasilien und Venezuela in den Jahren 1911-1913: Volume 4. Cambridge Library Collection - Linguistics. ISBN 978-1108006286.